# Liste der Kulturdenkmäler in Oberarnbach
In der Liste der Kulturdenkmäler in Oberarnbach sind alle Kulturdenkmäler der rheinland-pfälzischen Ortsgemeinde Oberarnbach aufgeführt. Grundlage ist die Denkmalliste des Landes Rheinland-Pfalz (Stand: 21. Juli 2023).

## Einzeldenkmäler
| Bezeichnung | Lage                | Baujahr | Beschreibung | Bild |
| ----------- | ------------------- | ------- | --- | ---- |
| Hofanlage   | Hauptstraße 15 Lage | um 1818 | große Hofanlage; stattliches Wohnhaus, um 1818, 1922 erweitert, Heimatstil, Architekten Professor Albert Bauder und Ehmann, Stuttgart | BW   |